# گریگوری کوربیت
گریگوری کوربیت (انگلیسی: Gregory Corbitt؛ زادهٔ ۲ سپتامبر ۱۹۷۱) بازیکن هاکی روی چمن اهل استرالیا است.